# Johnny Speight
Johnny Speight (* 2. Juni 1920 in Canning Town, Greater London, England; † 5. Juli 1998 in Chorleywood, Hertfordshire, England) war ein britischer Fernsehdrehbuchautor vieler klassischer britischer Sitcoms. Seine bekanntesten Werke sind Till Death Us Do Part (1965–75), Curry & Chips (1969), In Sickness and in Health (1985–92). Till Death Us Do Part wurde mit der Fernsehserie Ein Herz und eine Seele von Wolfgang Menge nach Deutschland übertragen.
Seine berühmteste Schöpfung war die Figur des widersprüchlich-bigotten Alf Garnett (gespielt von Warren Mitchell). Seine Shows erforschten meistens die Themen Rassismus und Sexismus durch Satire und viele davon werden als Klassiker betrachtet.

## Leben und Karriere
John Speight wurde in Canning Town, West Ham, Essex (heute Greater London) geboren und begann 1955 Drehbücher zu Comedyshows beizusteuern, angefangen mit Great Scott - It's Maynard!. Seine erste größere Serie war Sykes And A... (1961), welche Eric Sykes, Hattie Jacques und Richard Wattis zu Stars machte. Speight war eines von vielen Schreibtalenten dieser Serie genauso wie unter anderen Sykes, John Antrobus and Spike Milligan.
Er schuf die Ikone eines Tramps der Arbeiterklasse ("iconic working class tramp figure"), gespielt von Arthur Haynes in dessen Langzeit-ATV-Comedy-Serie mit Topquoten. Haynes starb im Jahre 1966.
1965 schrieb Speight einen BBC-TV-Pilotfilm, der 1966 zur Serie Till Death Us Do Part erweitert wurde. Warren Mitchell spielte die Hauptrolle des Alf Garnett, eine reaktionär konservativ wählende Malocherfigur, die besonders empfindlich ist und zu allem seine bösartigen Kommentare abgibt (vgl. Ekel Alfred). Garnett wurde zu einem der erinnerungswürdigsten Charaktere der britischen TV-Geschichte, trotz seines miesen Verhaltens. Die Serie machte auch die britische Schauspielerin Dandy Nichols in der Rolle als seine langmütige Ehefrau Elsie zum Star. Die US-Sitcom All in the Family von 1971 basiert auf dieser Serie.
Während der Produktion von Till Death Us Do Part versuchte (laut Legende) ein BBC-Bürokrat, Speight davon zu überzeugen, sein Drehbuch zu verbessern, indem er begann, um die Anzahl von Vulgarismen wie „damn“ (deutsch: verdammt!), „bloody“ (deutsch: verflucht!) und sonstigen für anstößig gehaltenen Wörter zu schachern. Dieser Vorfall wurde zur Grundlage eines satirischen Sketchs, aufgeführt von Peter Cook und Dudley Moore, wobei Cook den Bürokraten und Moore einen Drehbuchautor namens „Johnny“ spielte.
1969 war die Uraufführung von Curry and Chips, eine in gleichem Maße umstrittene Sitcom von LWT (London Weekend Television) für den ITV-Kanal. Trotz der offensichtlichen anti-political correctness, war Speights Absicht – wie bei Till Death Us Do Part – Diskriminierung an den Pranger zu stellen, nicht sie zu fördern.
Die Rollen waren Stereotype, mit einem dunkelhäutig gemachten („blacked-up“) Spike Milligan als Kevin O’Grady (der halb Ire, halb Pakistani sein sollte), Eric Sykes als einem Liberalen, Kenny Lynch als einem Schwarzen mit Vorurteilen gegen Asiaten und Norman Rossington sowie Geoffrey Hughes als rassistische Liverpudlians in den Hauptrollen.
Speights nächste Comedy war For Richer...For Poorer (Deutsch: In guten und in schlechten Zeiten) im Jahre 1975, ein einmaliger Pilotfilm mit Harry H Corbett als einer linkspolitischen Antwort auf Alf Garnett.
Nach einer kurzen Rückkehr von Till Death Us Do Part auf ITV im Jahre 1981 als Till Death..., kehrte Alf Garnett mit aller Macht bei BBCs In Sickness and in Health zurück, die von 1985 bis 1992 lief.
1998 starb Speight an Bauchspeicheldrüsenkrebs im Alter von 78 Jahren. LWT sendete daraufhin eine Serie von Specials mit Warren Mitchell als Alf Garnett in der Hauptrolle. Diese Sendungen waren ursprünglich seitens des ITV-Controllers David Liddiment auf die lange Bank geschoben worden.

## Fernsehdrehbücher ("TV writing credits")
- Great Scott – It's Maynard! (1955)
- Evans Abode (1956)
- Frankie Howerd (1956)
- The Dickie Valentine Show (1956)
- Two's Company (1956)
- Early to Braden (1957)
- That's Life, Says Max Wall (1957)
- The Arthur Haynes Show (1957)
- Frankie Howerd In... (1958)
- The April 8th Show (Seven Days Early) (1958)
- The Cyril Fletcher Show (1959)
- Ladies and Gentle-Men (1960)
- Sykes and A... (1960)
- That Was the Week That Was (1962)
- Shamrot (1963)
- The Graham Stark Show (1964)
- Till Death Us Do Part (1965)
- To Lucifer – A Son (1967)
- If There Weren't Any Blacks You'd Have to Invent Them (1968)
- Curry And Chips (1969)
- Spate Of Speight (1969)
- All in the Family (1971)
- Them (1972)
- Frankie Howerd In Ulster (1973)
- Francis Howerd In Concert (1974)
- Marty Back Together Again (1974)
- For Richer...For Poorer (1975)
- The Mike Reid Show (1976)
- Spooner's Patch (mit Ray Galton 1979)
- The Tea Ladies (mit Ray Galton 1979)
- The Thoughts Of Chairman Alf At Christmas (1980)
- Till Death... (1981)
- The Lady Is A Tramp (1983)
- In Sickness And In Health (1985)
- Carrott Confidential (1987)
- The Nineteenth Hole (1989)
- A Word With Alf (1997)
- An Audience With Alf Garnett (1997)
- The Thoughts Of Chairman Alf (1998)